# Морогоро (регион)
Морогоро је један од 26 административних региона у Танзанији. Главни град региона је Морогоро. Регион се граничи са регионом Танга на северу, са регионима Линди и Пвани на истоку, са регионом Рувума на југу и са регионима Иринга и Додома на западу. Површина региона је 70 799 km².
Према попису из 2002. године у региону Морогоро је живело 1 759 809 становника. 

## Дистрикти
Регион Морогоро је административно подељен на 6 дистрикта: Мвомеро, Килоса, Киломберо, Уланга Маграриби, Уланга Машарики и Морогоро.